# Bahnhof Varese Nord
Der Bahnhof Varese Nord (italienisch: Stazione di Varese Nord) ist einer von zwei wichtigen Bahnhöfen der norditalienischen Stadt Varese. Er wird von der Gesellschaft Ferrovienord betrieben.
Der Bahnhof liegt an der Bahnstrecke Saronno–Laveno und wurde 1885 eröffnet.

## Lage
Der Bahnhof befindet sich östlich des Stadtzentrums und verfügt insgesamt über vier Gleise.
Der Bahnhof liegt einige Meter nördlich des Bahnhofs Varese, der der staatlichen Bahngesellschaft RFI gehört.

## Verkehr
| Linie | Verlauf |
| ----- | --- |
| RE 1  | Laveno-Mombello Lago – Cittiglio – Gemonio – Cocquio-Trevisago – Gavirate – Barasso-Comerio – Morosolo-Casciago – Varese-Casbeno – Varese Nord – Malnate – Tradate – Saronno – Milano Bovisa Politecnico – Milano NordDomodossola – Milano Cadorna                             |
| R 22  | Varese Nord – Malnate – Vedano Olona – Venegono Superiore-Castiglione – Venegono Inferiore – Tradate – Tradate Abbiate Guazzone – Locate Varesino-Carbonate – Mozzate – Cislago – Gerenzano-Turate – Saronno – Milano Bovisa Politecnico – Milano Domodossola – Milano Cadorna |